# Campeonato Mundial de Judô Masculino de 1985
O Campeonato Mundial de Judô de 1985 foi a 14° edição do Campeonato Mundial de Judô, realizada em Seul, Coreia do Sul, em 26 a 29 de setembro de 1985.

## Medalhistas

### Homens
| Evento | Ouro               | Prata           | Bronze                                 |
| ------ | ------------------ | --------------- | -------------------------------------- |
| -60 kg | Shinji Hosokawa    | Peter Jupke     | Tamas Bujko Khazret Tletseri           |
| -65 kg | Yury Sokolov       | Lee Kyung-Keun  | Stefen Gawthorpe Yoshiyuki Matsuoka    |
| -71 kg | Ahn Byeong-Keun    | Michael Swain   | Wieslaw Blach Steffen Stranz           |
| -78 kg | Nobutoshi Hikage   | Torsten Bréchôt | Neil Adams Vladimir Chestakov          |
| -86 kg | Peter Seisenbacher | Georgi Petrov   | Fabien Canu Vitali Pesniak             |
| -95 kg | Hitoshi Sugai      | Ha Hyoung-Zoo   | Gunther Neureuther Robert van de Walle |
| +95 kg | Cho Yong-Chul      | Hitoshi Saito   | Grigori Verichev Dimitar Zaprianov     |
| Aberto | Yoshimi Masaki     | Mohamed Rashwan | Khabil Biktachev Willy Wilhelm         |

### Quadro de Medalhas
| Ordem | País              | Medalha de ouro | Medalha de prata | Medalha de bronze | Total |
| ----- | ----------------- | --------------- | ---------------- | ----------------- | ----- |
| 1     | Japão             | 4               | 1                | 1                 | 6     |
| 2     | Coreia do Sul     | 2               | 2                | 0                 | 4     |
| 3     | União Soviética   | 1               | 0                | 5                 | 6     |
| 4     | Áustria           | 1               | 0                | 0                 | 1     |
| 5     | Alemanha          | 0               | 1                | 2                 | 3     |
| 6     | Bulgária          | 0               | 1                | 1                 | 2     |
| 7     | Egito             | 0               | 1                | 0                 | 1     |
| 7     | Estados Unidos    | 0               | 1                | 0                 | 1     |
| 7     | Alemanha Oriental | 0               | 1                | 0                 | 1     |
| 10    | Grã-Bretanha      | 0               | 0                | 2                 | 2     |
| 11    | Polónia           | 0               | 0                | 1                 | 1     |
| 11    | França            | 0               | 0                | 1                 | 1     |
| 11    | Bélgica           | 0               | 0                | 1                 | 1     |
| 11    | Hungria           | 0               | 0                | 1                 | 1     |
| 11    | Países Baixos     | 0               | 0                | 1                 | 1     |